# 早河ルカ
早河 ルカ（はやかわ るか、2003年〈平成15年〉4月19日 - ）は、日本の女性ファッションモデル、タレントである。小悪魔ageha専属モデル。所属事務所はプラチナムプロダクション。埼玉県出身。

## 経歴
2019年、モデルプレス主催『高一ミスコン2019』にてファイナリストに選出される。
2020年、『今日、好きになりました。』第31弾に出演。
2021年より、YouTubeで復活したRanzukiの専属モデルに就任。

## 人物
趣味は寝ること、特技はブランコ。

## 出演

### 番組
- 今日、好きになりました。第31弾・32弾（2020年11月16日 - 12月21日、2021年1月4日 - 2月1日、AbemaTV）
- 坂上&指原のつぶれない店（TBS）
- 水曜日のダウンタウン（TBS）
- ありえへん世界（テレビ東京）

### ドラマ
- 世にも奇妙な物語'21秋の特別編「優等生」（2021年11月6日、フジテレビ）- 生徒 役
- みなと商事コインランドリー（2022年7月 - 9月、テレビ東京） - 生徒 役
- アイドルだった俺が、配達員になった。（2023年7月2日 - 8月20日、BSフジ）- 神田すず 役[4]

### 映画
- 恐解釈 桃太郎（2023年12月8日） - 主演・魔法少女 役[5]

### CM
- NIPPON EXPRESSホールディングス　サステナブルNX with you篇（2022年）